# Полет 214 на „Пан Ам“
Полет 214 на „Пан Ам“ е редовен международен пътнически полет от международното летище Исла Верде, Сан Хуан, Пуерто Рико, до международното летище „Филаделфия“, Филаделфия, Пенсилвания, Съединените американски щати, с планирано междинно кацане на летище „Френдшип“, Балтимор, Мериленд, управляван от „Пан Ам“. На 8 декември 1963 г. самолетът „Боинг 707-121“, който изпълнява полета, се разбива близо до Елктън, Мериленд, и убива всички 73 пътници и 8 членове на екипажа на борда на машината. Това е първата фатална катастрофа на „Пан Ам“ със 707, който компанията въвежда във флота си пет години по-рано.
Разследването заключава, че удар от мълния вероятно запалва горивните пари в един от резервоарите на самолета и причинява експлозия, която унищожава лявото крило. Точният начин на запалване не е установен, но събитието показва как мълния може да повреди самолет, което довежда до нови разпоредби и подобрения в безопасността.
Катастрофата инициира изследвания върху безопасността и води до промяна на дизайна на горивните системи на самолетите, за да се направят те по-безопасни в случай на удари от мълния. Инцидентът привлича вниманието към неизвестни до този момент рискове за самолетите и се създава технически комитет по мълниезащита за горивните системи. Правят се подобрения и се добавят пламъчни предпазители и автоматични пожарогасители към вътрешните вентилационни тръби и др. През 1964 г. са проведени технически прегледи на няколко вида авиационно гориво с цел да се проучи безопасността и да се установи дали употребата на едно-единствено гориво би довело до намаляване на вероятността от инциденти. Тестовете показват, че макар да съществуват експлоатационни различия между видовете горива, използването на един вид авиационно гориво не би подобрило значително безопасността на търговската авиация, и се препоръчва на авиокомпаниите да продължат да носят индивидуална отговорност за избора на гориво.